# Olga Bołądź
Olga Maria Bołądź (Toruń, 29 februari 1984) is een Poolse actrice.

## Biografie
Ze studeerde in 2007 af aan de Academie voor Dramatische Kunsten in Krakau. In 2010 deed ze mee aan de elfde Poolse editie van Dancing with the Stars. Als paar met Łukasz Czarnecki eindigde ze op de vierde plaats.